# Alexandre Di Gregorio
Alexandre Di Gregorio est un footballeur belge né le 12 février 1980 à Liège avant de devenir entraîneur.
Il est joueur/entraîneur et évolue au poste de milieu de terrain au Royal Football Club Union La Calamine, en Division 3 Amateur.

## Biographie
Il fait les débuts de sa formation au RCS Templiers (2e provinciale) pour ensuite être repéré par le FC Liégeois à l'âge de 11 ans. Il est repris en équipe nationale U15,U17,U19 et U21. Âgé de 17 ans, il fait ses débuts de pro au FC Liège pour ensuite être transféré vers le KRC Genk où il fait ses débuts en division 1 belge et marque ses premiers buts. Il est ensuite acheté par le Sporting Charleroi où il marque trois buts pour son équipe. Il évolue par la suite au Royal Antwerp où il devient capitaine de l'équipe et marque 26 buts en trois saisons. Il est ensuite acheté par le club néerlandais du RKC Waalwijk où il marque trois buts. Il revient au Royal Antwerp (5 buts) puis au KVK Tirlemont (8 buts) et ensuite à SC Eendracht Alost (4 buts). Lors de la saison 2013-2014 il évolue au RCS Verviers|33 (22 buts), où il devient le meilleur buteur du championnat avec 22 buts. En juin 2014, il est transféré vers le club de R. Sprimont C.S. et jouera ensuite deux saisons pour le F.C. Tilleur (18 buts).   
Lors de la saison 2017-2018 il joue comme milieu défensif pour le FC Heur-Tongres et devient champion Division 3 Amateur. Depuis juillet 2018, il évolue pour le R.F.C. Union La Calamine en tant que joueur et entraineur-adjoint. Le 4 septembre 2020, il devient l'entraîneur du R.F.C. La Calamine - tout en restant actif comme joueur - et aligne 7 victoires consécutives (21/21) permettant à l'équipe de remporter la 1ère tranche du championnat et se qualifiant ainsi pour les Play-offs. La saison 2020-2021 a été arrêtée à cause de la pandémie de Covid-19. 
Alexandre Di Gregorio joue principalement en faveur du KRC Genk, Sporting Charleroi, du Royal Antwerp et du club néerlandais du RKC Waalwijk.
Alexandre Di Gregorio est sacré champion de Belgique en 2002 avec le KRC Genk, en ne jouant qu'un seul match avec Genk lors de cette saison.
En 2015, il obtient son diplôme UEFA A d'entraineur et est entraineur des jeunes au KAS Eupen depuis 2017.
Lors de ses débuts comme entraîneur, l'équipe aligne 7 victoires consécutives (21/21) permettant à l'équipe de remporter la 1ère tranche du championnat et se qualifiant ainsi pour les Play-offs.

## Palmarès
- Champion de Belgique en 2002 avec le KRC Genk
- Trophée Panini en 1999 avec le RTFCL|
- Beste speler van R.Antwerp FC en 2007
- Montée en Eredivisie (Division 1) en 2009 avec le RKC Waalwijk
- Meilleur buteur et meilleur joueur de Division 3B en 2014 avec le RCS Verviers (22 buts)
- Champion de 1ère Provinciales avec le RFC Tilleur en 2015
- Champion de Division 3 Amateur avec le FC Heur-Tongres en 2018
- Gain de la 1ère tranche en tant qu'entraîneur/ joueur de RFCU La Calamine en 2020 (Saison arrêtée dû à la Covid-19)